# کاندوم طعم‌دار

یک بسته کاندوم طعم دار با چهار گونه طعم میوه مختلف

کاندوم‌های طعم‌دار محصولات خاصی هستند که دارای پوشش طعمی بوده و به‌طور ویژه برای رابطه جنسی دهانی و نه برای دخول جنسی طراحی شده‌اند.در ابتدا، کاندوم‌های طعم‌دار بیشتر به عنوان یک کالای جالب و نوآورانه شناخته می‌شدند. اما اکنون کاندوم‌های طعم‌دار تأیید شده توسط FDA در بازار موجود هستند. برخی از کاندوم‌های طعم‌دار همچنین دارای عطر خاصی متناسب با طعم خود هستند.

## خطرات

### تحریکات و عفونت‌ها
استفاده از کاندوم‌های طعم‌دار در دخول واژینال نگرانی‌هایی را به همراه دارد، زیرا این کاندوم‌ها مقداری شکر دارند و وارد کردن شکر به محیط واژن می‌تواند منجر به عفونت‌های قارچی واژینال (کاندیدا) یا واژینوز باکتریایی شود.

### آلرژی
افراد مبتلا به آلرژی به لاتکس باید از استفاده از کاندوم‌های طعم دار با مواد لاتکس خودداری کنند و در عوض از کاندوم‌های پلی اورتان یا پلی ایزوپرن استفاده کنند.
افرادی که به لاتکس آلرژی دارند باید از استفاده از کاندوم‌های طعم‌دار ساخته شده از لاتکس خودداری کنند و به جای آن از کاندوم‌های پلی‌یورتان یا پلی‌ایزوپرن استفاده کنند.